# Lichtenštejnský palác (Vídeň, Fürstengasse)
Lichtenštejnský palác ve vídeňské Fürstengasse je barokní zámecká stavba v Rossau v 9. okrese. Dnes slouží jako sídlo Lichtenštejnského muzea. Součástí areálu je i park s tzv. Novým letním palácem vystavěným v 19. století.

## Barokní palác

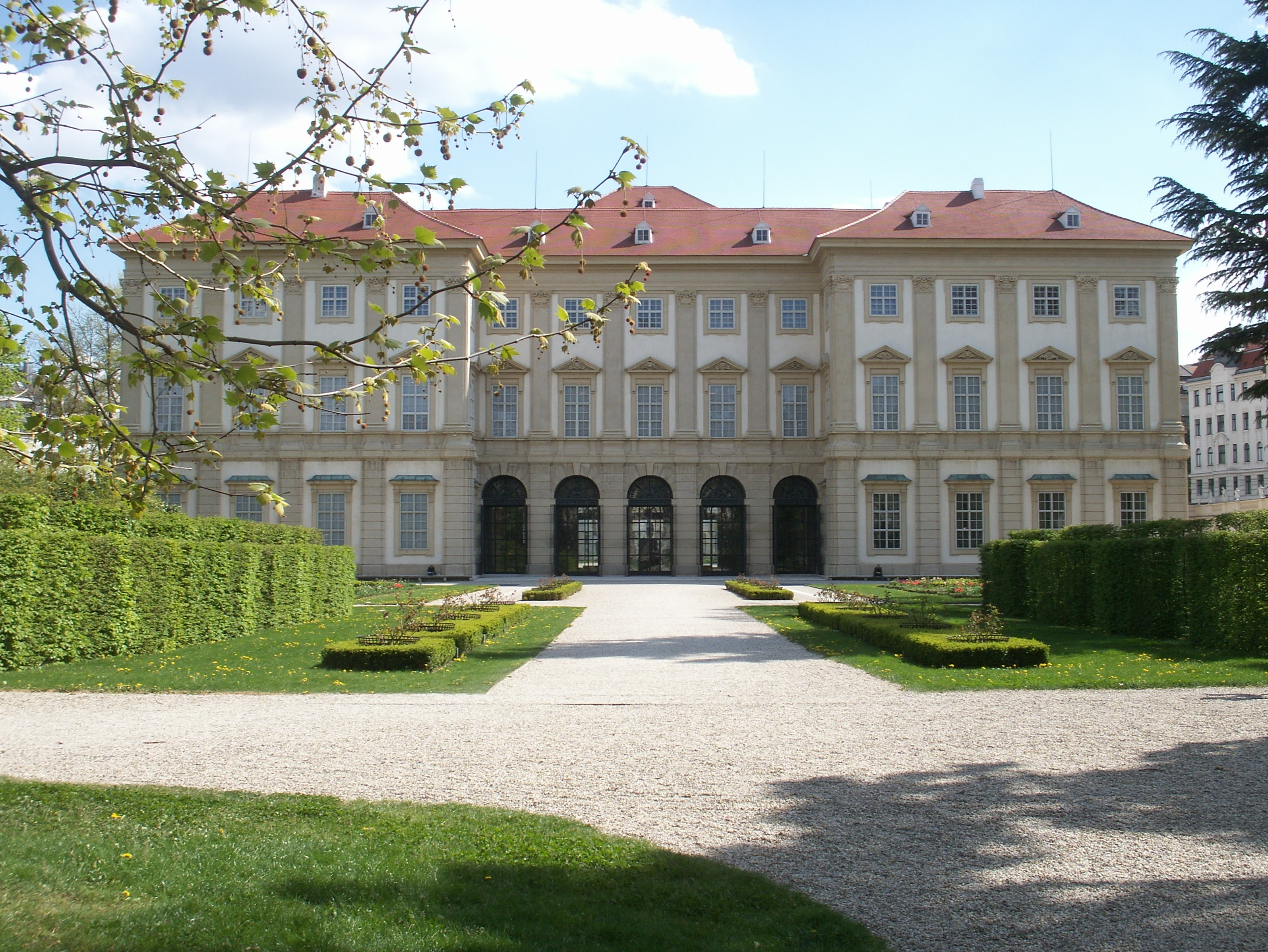
Zahradní průčelí

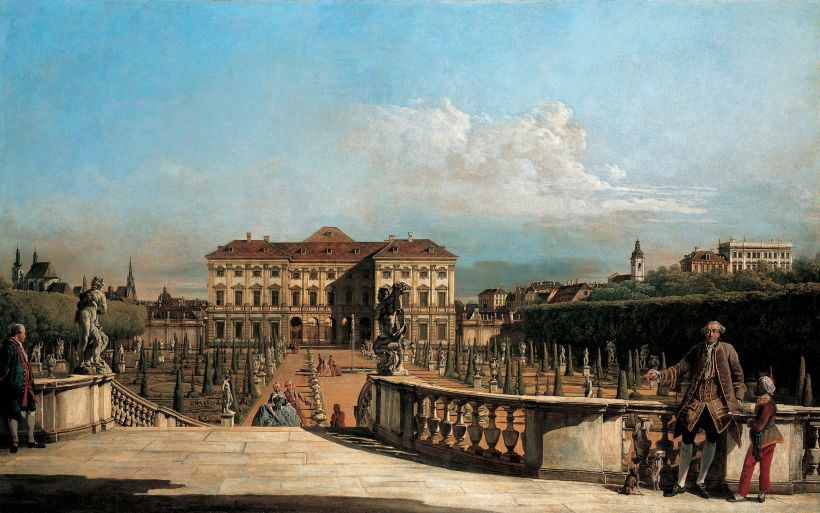
Pohled na palác od Canaletta

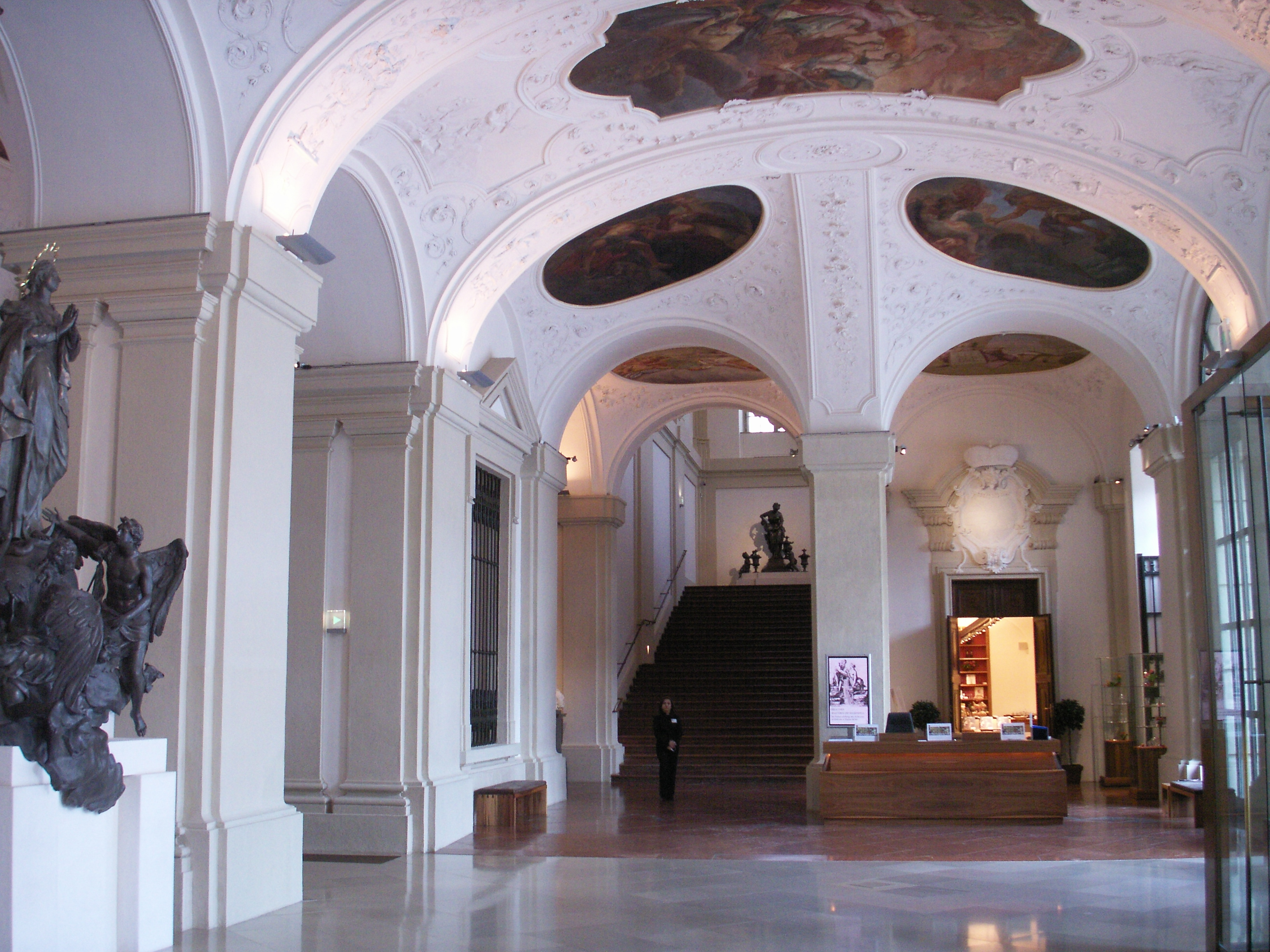
Sala terrena

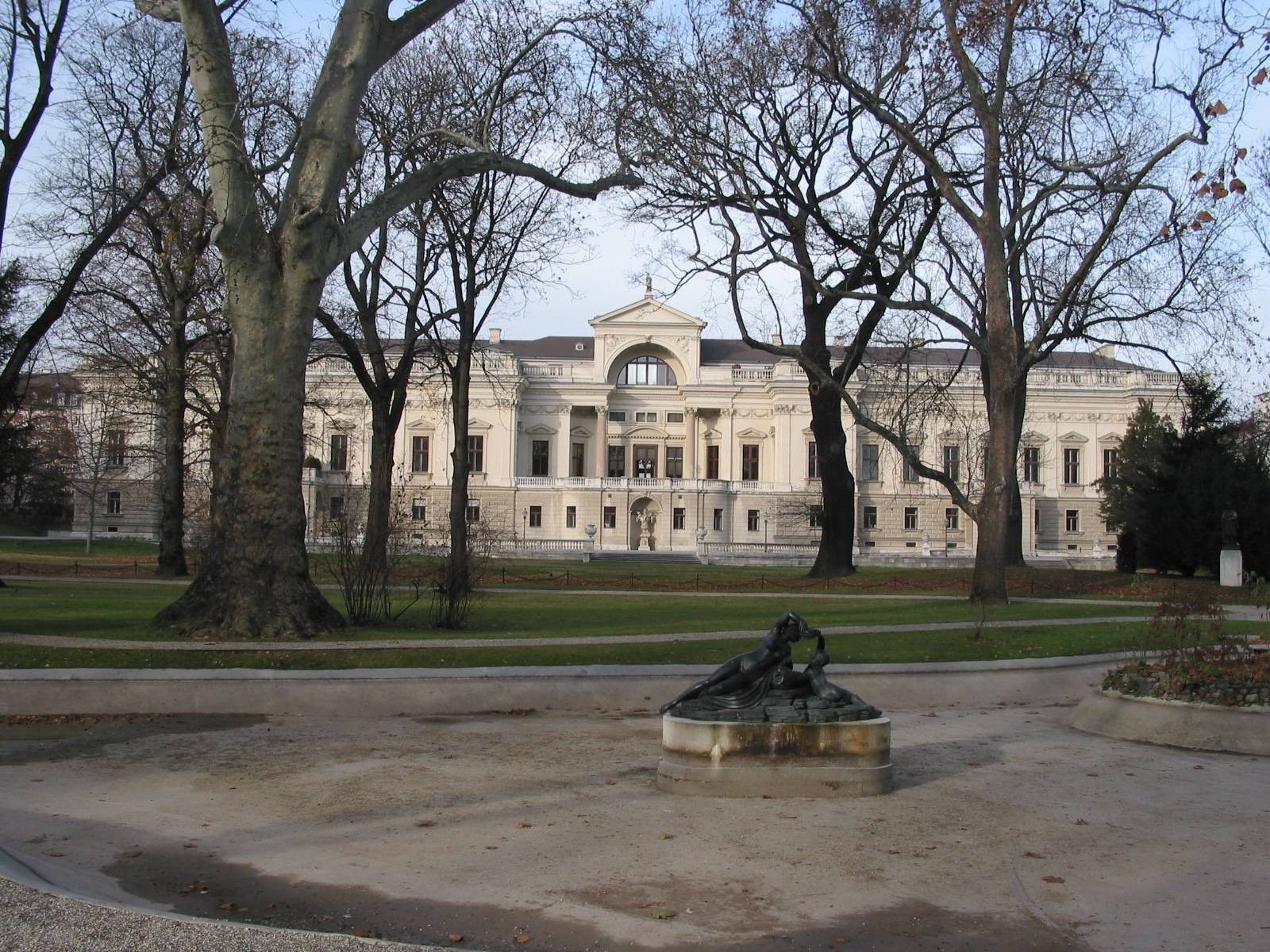
Nový letní palác od Heinricha Ferstela (zahradní průčelí)

Roku 1687 získal kníže Hans Adam I. z Lichtenštejna od hraběte Weikharda z Auerspergu zahradu se sousední loukou v Rossau. V jižní části pozemku nechal vystavět palác, v severní zřídil pivovar a hospodářský dvůr, které daly základ pozdějšímu předměstí Lichtental. Na stavbu paláce vypsal kníže roku 1688 soutěž, které se mimo jiné zúčastnil i mladý Johann Bernard Fischer von Erlach, jehož projekt se však neprosadil a byl pověřen pouze stavbou Belvederu.
Vítězem se stal Domenico Egidio Rossi, který byl ale roku 1692 vystřídán Domenicem Martinellim. Provedení kamenických prací bylo svěřeno dvornímu knížecímu kameníkovi Martinu Mitschkemu. Pilíře, sloupy a sokly mu dodávali kaisersteinbruchští mistři Ambrosius Ferreti, Giovanni Battista Passerini a Martin Trumler. Mramorové schodiště provedli salcburští kameníci Johann Pernegger a Joseph Eigner z adneterského mramoru.
Stavba je kombinací městského a venkovského paláce v římském stylu, Palazzo in villa. Její rozvržení je jasné, monumentální průčelí je zdůrazněno středním rizalitem, což odpovídalo konzervativnímu založení knížete spíše než novátorský návrh Fischera z Erlachu. V intencích architektonického traktátu zakladatelova otce knížete Karla Eusebia byl vystavěn třípatrový palác o třinácti okenních osách (4+3+4) v hlavním a sedmi osách v bočním průčelí. Ze strany do Fürstengasse je stavba doplněna dvojicí přízemních staveb, spolu s nimiž vytváří čestný dvůr. Do ulice je nádvoří od roku 1814 otevřeno klasicistním triumfálním obloukem od Josefa Kornhäusla a litinovým plotem .
V roce 1700 byla dokončena hrubá stavba, dva roky poté osazena dveřní ostění z bílého salcburského mramoru a o několik let později i oba krby v mramorovém sále. Na malířské výzdobě prvního patra se podíleli Marcantorio Franceschini z Bologne a Antonio Belucci z Benátek. Fresky v Herkulově sále vytvořil Andrea Pozzo se svám žákem Kryštofem Tauschem. Výmalba přízemí byla po delším hledání svěřena Johannu Michaelu Rottmayrovi. Vnější plastickou výzdobu provedl Giovanni Giuliani, většinu vnitřních štukatérských prací potom Santino Bussi.
Giuliani založil u paláce podle plánů Giuseppe Mazza i barokní zahradu, která byla roku 1820 klasicistně upravena Josefem Kornhäuselem. Na protilehlé straně Fürstengasse se původně nacházela oranžérie.

### Využití
Palác byl v letech 1805 až 1938 využit pro uložení rodinných sbírek knížat z Lichtenštejna a byl přístupný veřejnosti. V 80. a 90. letech 20. století mělo palác pronajatý pro výstavní účely muzeum moderního umění, které se roku 2001 přesunulo do nově otevřeného MuseumsQuartieru. Stavba prošla generální rekonstrukcí a od roku 2004 je sídlem Lichtenštejnského muzea.

### Nový zahradní palác

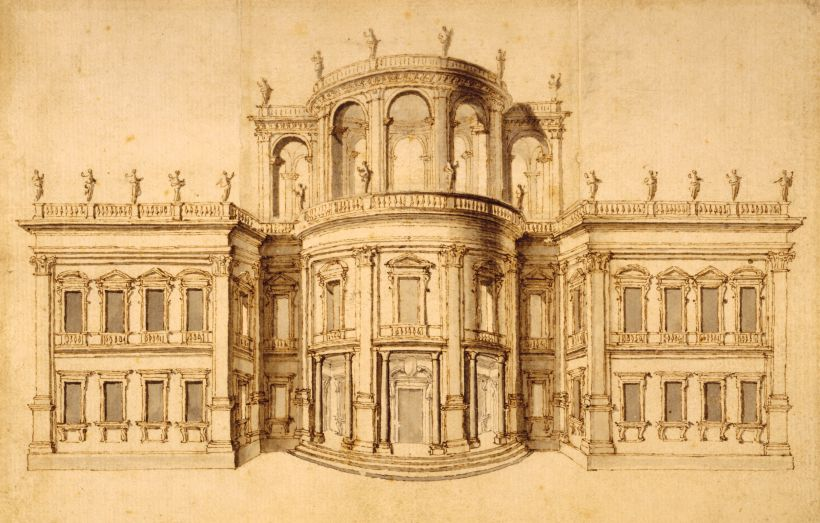
Návrh zahradního paláce, jehož autorem je Johann Bernhard Fischer von Erlach, kolem roku 1687/1688.

Na místě dnešního Nového letního paláce stával od konce 17. století Belvedér - zahradní letohrádek vystavěný podle plánů Johanna Bernarda Fischera z Erlachu. Na jeho místě vyrostl později rokokový pavilon nahrazený roku 1876 novým palácem podle plánů Heinricha Ferstela. S nevýrazným průčelím do Alserbachstraße kontrastuje vydařenější zahradní fasáda s lodžií ve tvaru triumfálního oblouku.